# Никола Каишев
Никола Петков Каишев е български общественик и инженер, деец на Вътрешната македоно-одринска революционна организация.Основател на тракийското дружество в Стара Загора

## Биография
Роден е на 27 февруари 1863 година в пашмаклийското село Чокманово, в семейство на абаджии. С отличие завършва Софийската класическа гимназия през 1885 година и същата година участва в Сръбско-българската война, като е награден със сребърен медал за проявен героизъм.
За придобиване на професия завършва Софийската межова (геодезическа) школа по пътно строителство. Завършва Инженерната школа по пътно строителство в Санкт Петербург, Русия и специализирана школа по железопътно строителство във Виена. 
От 1886 година е кондуктор-инженер в Стара Загора. Каишев е сред най-плодовитите инженери в България от края на XIX и началото на XX век. Той е първият архитект на град Стара Загора и като такъв реализира плана за възстановяване на града. По негови проекти са построени над 300 частни и обществени сгради в града. Негова е заслугата за превръщане на Стара Загора във важен комуникационен център. По негови проекти, трасета и ръководство са изградени първокласното шосе Стара Загора-Нова Загора, второкласното шосе Стара Загора-Казанлък, първокласното шосе Нова Загора-Твърдица-Елена. Трасира шосетата Казанлък-Сливен и Айтос-Провадия. Каишев е автор на моста на Змейовския проход и много други мостови съоръжения в Южна България. За принос към инженерното дело е награден с орден „Свети Александър“ IV степен.
В 1997 година оглавява създадения в Стара Загора се създава клон на дружество „Странджа“. На 9 април 1999 година във Върховния македонски комитет се регистрира самостоятелно тракийско дружество в Стара Загора с председател Никола Каишев. От 1902 година е председател на Старозагорското македоно-одринско дружество. Дейността на  дружество е насочена към подготовка на въстание в Тракия и Македония. Каишев подпомага Христо Караманджуков в организационните дела. В Стара Загора се произвеждат така наречените бомби „одринки“. В работата по подготовка на въстанието Каишев успява да включи голяма част от старозагорци: офицери, които изнасят оръжие от казармите, служители железничари, които подпомагат превозване на оръжието. Каишев осигурява значителни парични суми от Благотворителното дружество и Арменския комитет в Стара Загора.  
След забраната на Върховния комитет в 1902 година, е избран за председател на Одринското благотворително братство в Стара Загора.
След разгрома на Илинденско-Преображенското въстание през лятото на 1903 година, Каишев организира устройването на пристигащите бежанци от Одринско.
Умира през 1953 година в Стара Загора.
По предложение на Тракийско дружество „Одринска епопея“ - Стара Загора, през 2003 година Никола Каишев е удостоен посмъртно със званието „Почетен гражданин на Стара Загора“.